# إريك فلوريس
إريك فلوريس (بالبرتغالية: Erick Flores‏) (30 أبريل 1989 في البرازيل - ) هو لاعب كرة قدم برازيلي في مركز الوسط. شارك مع منتخب البرازيل تحت 20 سنة لكرة القدم. أما مع النوادي، فقد لعب مع نادي أفاي لكرة القدم ونادي أيه بي سي ونادي سيارا ونادي فلامنغو ونادي فورتاليزا ونادي كوكسي وDuque de Caxias Futebol Clube ‏ وإيتومبيارا سبورت ‏ وبوافيستا سبورت ‏ ونادي ساو بيرناردو ونادي ناوتيكو.

## وصلات خارجية
- إريك فلوريس على موقع قاعدة بيانات كرة القدم.إي يو (الإنجليزية)
- إريك فلوريس على موقع Soccerway.com (الإنجليزية)
- إريك فلوريس على موقع عالم كرة القدم.نت (الإنجليزية)